# Выборы в Израиле
Выборы в Израиле проводятся (или проводились) в следующих случаях:
- Выборы в Кнессет
- Выборы в местные органы власти: муниципалитеты, местные советы, региональные советы
- Выборы президента Израиля
- Выборы премьер-министра Израиля (с 2001 года прямые выборы отменены)

Выборы в Кнессет и местные органы власти основываются на пропорциональной избирательной системе по методу Д’Ондта и системе Бадера — Офера. В Израиле имеется многопартийная политическая система, на выборах присутствуют как представители тех или иных политических партий, на выборах в местные органы власти допускаются также и беспартийные кандидаты. Право голоса имеет каждый гражданин Израиля, достигший 18 лет. Выборы контролируются Центральной избирательной комиссией.

## Выборы в Кнессет

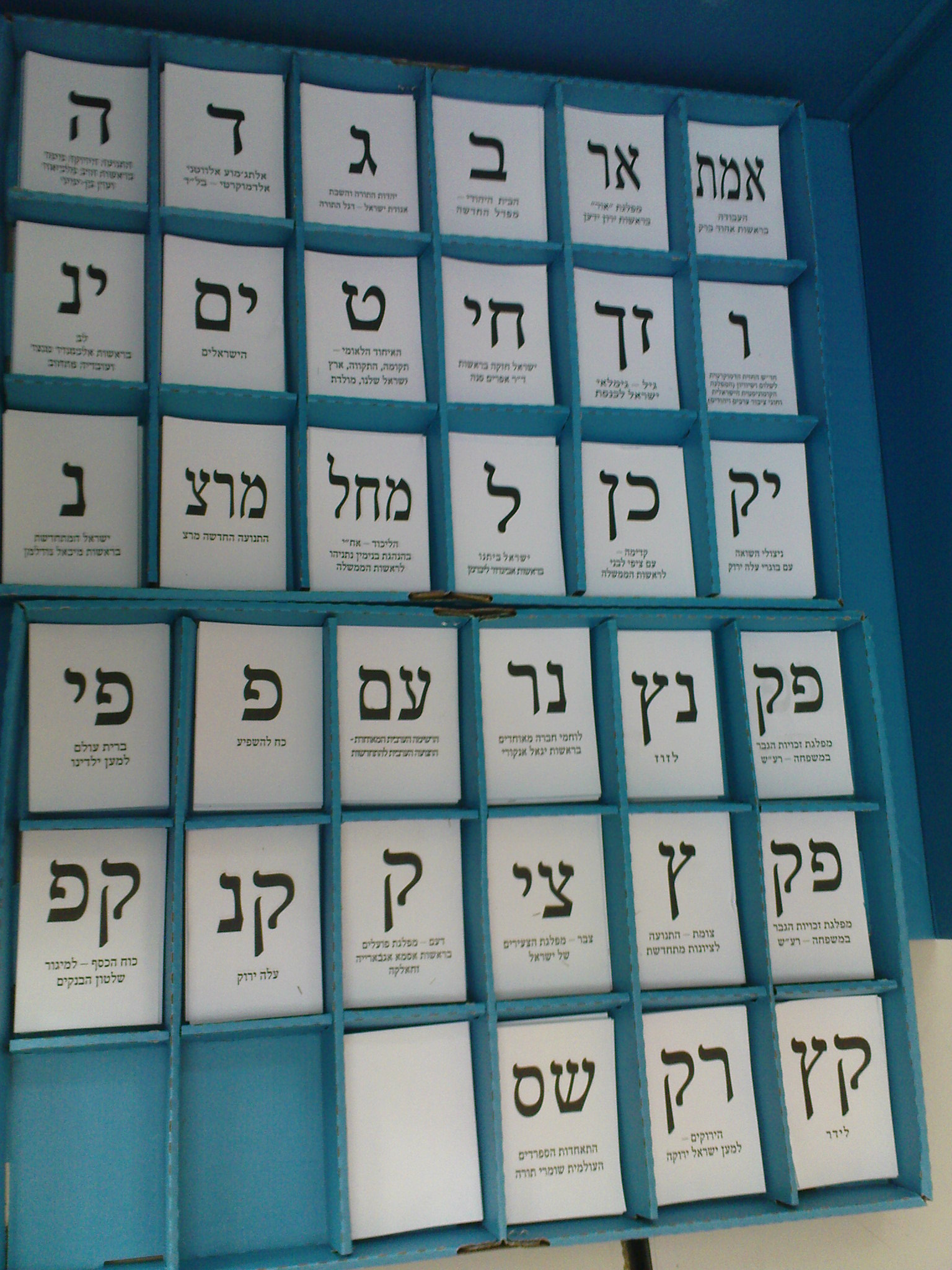
Стопки с бюллетенями, включая стопку с пустыми бланками для вписывания от руки буквенного кода.

Выборы в Кнессет регламентируются одним из основных законов страны, Законом о Кнессете, а также законом о финансировании политических партий. 

## Выборы в местные органы власти
Выборы в местные органы власти (муниципальные или местные советы) проводятся каждые пять лет путем прямого тайного голосования (с 1978 года).
Минимальный возраст для избрания в местные органы власти — 21 год.
Избиратели бросают в урну бюллетень с указанием партийного списка кандидатов, число мест в совете, полученных каждым списком, пропорционально проценту полученных голосов.
Мэры и председатели местных советов избираются прямым голосованием. В региональные советы избирается по одному кандидату от каждого населенного пункта простым большинством голосов. Если ни один из кандидатов не набрал не менее 40% от количества проголосовавших, то проводится второй тур для двух лидеров первого голосования.
Выбранные кандидаты становятся депутатами совета. Глава регионального совета выбирается из числа его депутатов.

## Выборы президента Израиля
Любой гражданин Израиля, постоянно проживающий в стране, имеет право выдвинуть свою кандидатуру на пост Президента.
Президент избирается кнессетом тайным голосованием. Для избрания необходимо абсолютное большинство голосов (61 голос) членов кнессета. Если в результате голосования ни один из кандидатов не набирает требуемого числа голосов, назначается повторное голосование на тех же условиях. Если и второй тур не заканчивается избранием одного из кандидатов, назначается третий тур. от участия в выборах отстраняется кандидат, набравший наименьшее количество голосов в предыдущем туре, а для победы необходимо простое большинство голосов.

## Выборы премьер-министра Израиля
В течение семи дней после окончания выборов в Кнессет, после консультаций с лидерами избравшихся политических партий, президент Израиля поручает формирование правительства члену кнессета, получившему наибольшее количество рекомендаций. Кандидат формирует правительственную коалицию в Кнессете, представляет свой вариант состава кабинета, и, в случае получения вотума доверия, становится главой правительства.
В период 1996—2001 годов премьер-министр избирался гражданами напрямую, выборы премьера проходили параллельно с парламентскими.

## Особенности процедуры голосования

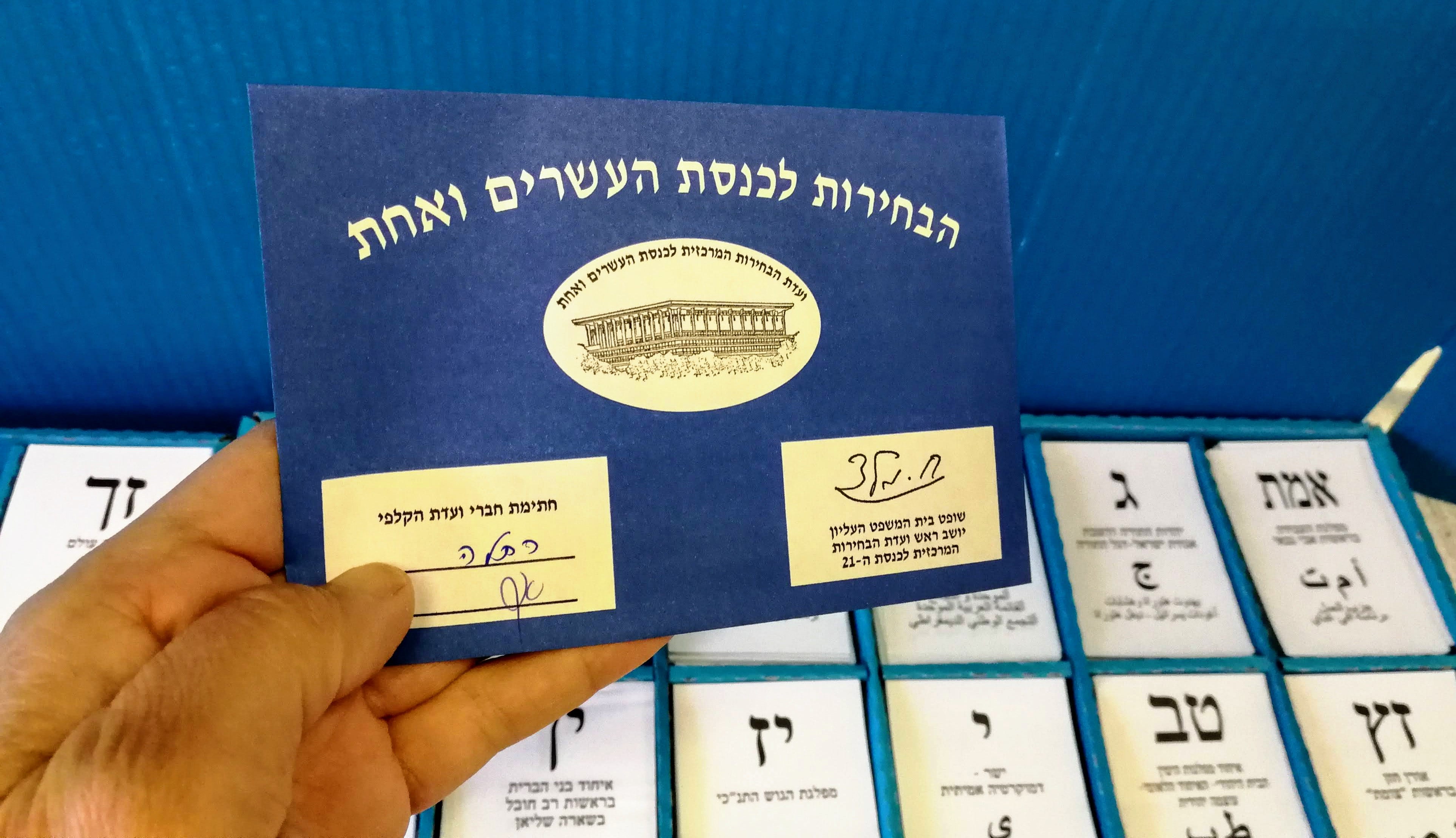
Конверт и стопки с бюллетенями.

На выборах в Кнессет, в местные советы и некоторых других выборах, бланки избирательных бюллетеней не являются подотчётными, на каждом бланке указан один кандидат (например, название избирательного списка и его короткий буквенный код), бюллетени можно принести с собой или даже отчётливо изобразить от руки на чистом листе бумаги прямо на месте голосования (если, например, не хватает нужных). Подотчётными являются конверты, в которые избиратели вкладывают один выбранный бюллетень, который в результате становится привязанным к такому подотчётному конверту для голосования. Таким образом, от избирателя не требуется (как на выборах в других странах) ставить пометки в бюллетене, достаточно взять нужный бюллетень из одной из стопок и вложить его в конверт.